# Рада міжнародних наукових досліджень та обмінів
Рада міжнародних наукових досліджень та обмінів (англ. International Research & Exchanges Board, IREX) — міжнародна некомерційна організація, яка спеціалізується на  міжнародному сприянні освіти та розвитку. IREX співпрацює з партнерами у понад 100 країнах.

## Історія
IREX була створена та підтримана в 1968 році Американською радою освічених товариств, Фондом Форда, Радою з соціальних наук та Державним департаментом США. IREX проводила наукові обміни між США та Радянським Союзом до падіння Залізної завіси.
Після розпаду Радянського Союзу IREX реалізувала проекти підтримки демократичних реформ та зміцнення організацій. Програми, що проводяться IREX, проводять обміни освітою, зміцнюють громадянське суспільство в країнах, що розвиваються, розширюють доступ до Інтернету та забезпечують навчання та підтримку журналістів та медіа-організацій.

## Діяльність
IREX розробляє та впроваджує програми, орієнтовані на громадянське суспільство, освіту, ґендерну рівність, врядування, лідерство, медіа, технології та молодь.
Ці програми включають стипендію Мандели у Вашингтоні для молодих африканських лідерів [Архівовано 19 листопада 2017 у Wayback Machine.], World Smarts STEM Challenge [Архівовано 29 листопада 2020 у Wayback Machine.], та програму "Вивчай та розрізняй" [Архівовано 12 грудня 2017 у Wayback Machine.], яка розроблена, щоб допомогти громадянам у визначати дезінформаціїю та фейкові новини.
Проект "Вибирай та розрізняй: інфомедійна грамотність" залучає вчителів і викладачів з всіх областей України заради поширення інформації про сучасні технології.

## IREX в Україні
IREX має офіс в Києві та активно працює в Україні над багатьма програмами націленими на розширення доступу до якісної освіти шляхом посилення управління освітою, а також партнерству та ефективному діалогу між органами місцевого самоврядування, ЗМІ, НУО та громадами. Також IREX спільно з Посольством США в Україні адмініструє Американський дім у Києві.